# Mary xứ Teck
Mary xứ Teck (26 tháng 5 năm 1867 – 24 tháng 3 năm 1953) là Vương hậu Vương quốc Liên hiệp Anh và các quốc gia tự trị của Anh, và là Hoàng hậu Ấn Độ từ ngày 6 tháng 5 năm 1910 cho đến ngày 29 tháng 1 năm 1936 với tư cách là vợ của Quốc vương-Hoàng đế George V.
Dù là Công nữ xứ Teck, thuộc Vương quốc Württemberg, Mary sinh ra và lớn lên tại nước Anh. Cha bà là Francis, Công tước xứ Teck, người thuộc dòng dõi Đức, và mẹ bà là Vương tôn nữ Mary Adelaide xứ Cambridge, cháu nội của Quốc vương George III. Theo vai vế, dù xuất thân từ vương tộc nhưng bà không phải là hậu duệ của Victoria của Anh đương nhiệm, khiến Mary trở thành một cô con dâu đáng giá trong mắt vương thất Anh. Ở tuổi 24, bà đã đính hôn với Vương tôn Albert Victor, Công tước xứ Clarence và Avondale, con trai trưởng của Thân vương xứ Wales, nhưng sáu tuần sau khi công bố đính hôn, ông đã chết bất ngờ do viêm phổi. Một năm sau, bà lại đính hôn với người em trai của Albert Victor là Vương tôn George, Công tước xứ York.
Sau cái chết của George V năm 1936, bà trở thành Vương thái hậu khi người con trai cả là Edward VIII lên ngai vàng, nhưng ông đã để bà phải thất vọng, ông đã thoái vị để kết hôn với một người Mỹ đã hai lần ly dị chồng, Wallis Simpson. Bà đã hỗ trợ cho người con trai thứ hai của bà là Albert kế vị ngai vàng với vương hiệu George VI, cho đến khi ông qua đời năm 1952. Bà cũng qua đời một năm sau đó, trong thời gian trị vì của cháu gái bà, Elizabeth II, nhưng chưa chưa kịp chứng kiến cháu gái chính thức làm lễ đăng quang.
Kể từ khi chồng bà là George V qua đời, Mary được biết đến đơn giản là [Queen Mary], dù thực tế bà là mẹ của Edward VIII lẫn George VI, và sau đó là bà nội của Nữ vương Elizabeth II. Theo cách hiểu thông thường của ngôn ngữ Hán quyển Đông Á, đáng lẽ bà sẽ được gọi là Vương thái hậu (Dowager Queen) rồi Thái vương thái hậu (Grand Dowager Queen) theo vai vế. Tuy nhiên điều này rất khác ở ngôn ngữ Anh và ở Châu Âu, nơi các góa phụ không có những tước vị tôn phong cụ thể và trang trọng nếu so với Đông Á.

## Cuộc sống ban đầu

### Xuất thân

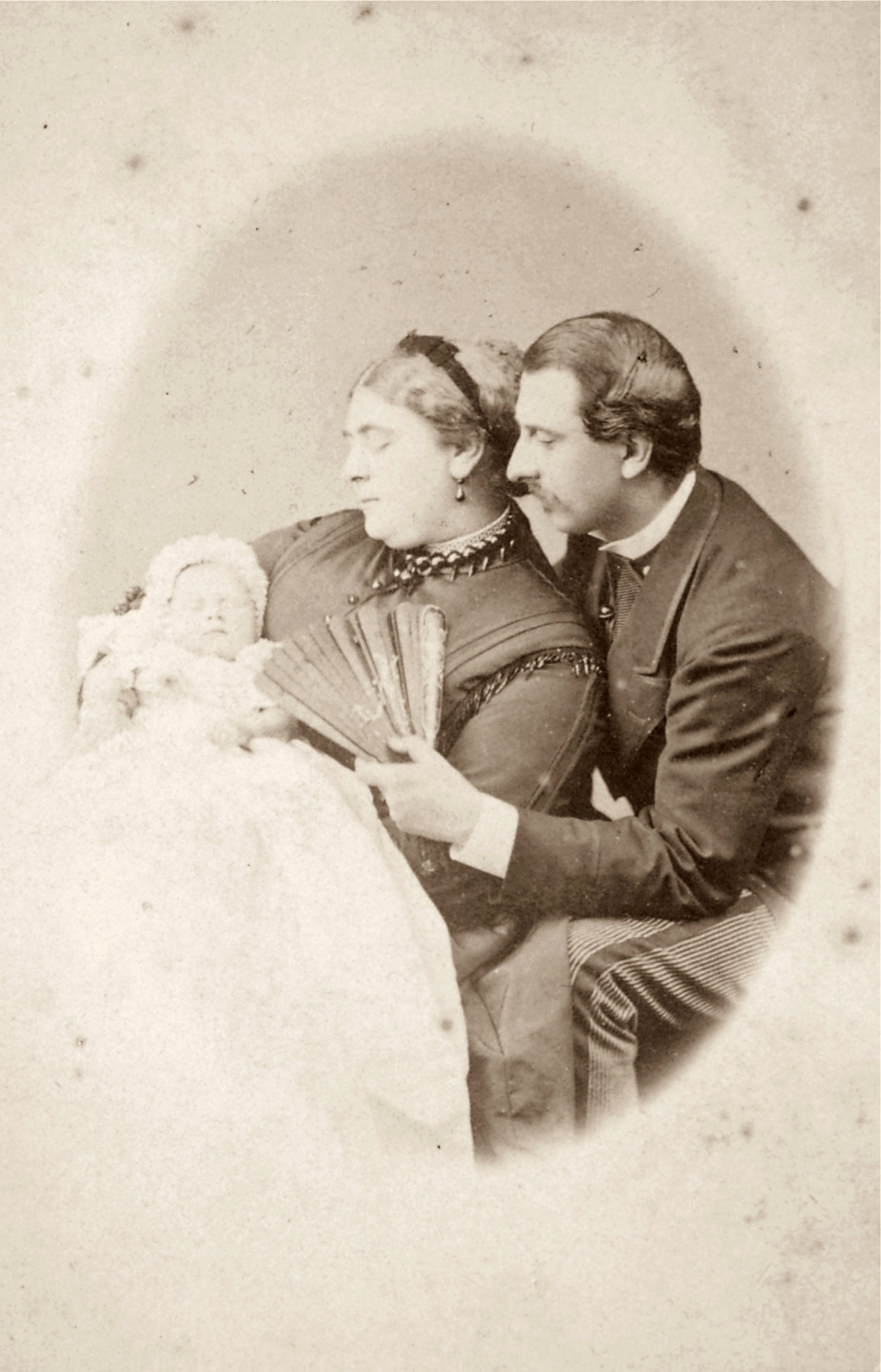
Mary xứ Teck thời thơ ấu cùng cha mẹ.

Công nữ Mary xứ Teck, biệt danh May, được sinh ra vào ngày 26 tháng 5 năm 1867 tại Cung điện Kensington, Luân Đôn. Tên đầy đủ của bà là Victoria Mary Augusta Louise Olga Pauline Claudine Agnes. Nơi bà được sinh ra, căn phòng nhỏ trong Cung điện Kensington cũng chính là căn phòng mà 48 năm và 2 ngày trước, Victoria của Anh được sinh ra. Chính Victoria đã đến thăm đứa bé này, và nói rằng "Một đứa bé kháu khỉnh, có nét đẹp đặc trưng và nhiều tóc". Mary cũng là Vương hậu Anh (tương lai) đầu tiên sinh ra ngay trong bản địa nước Anh, kể từ Catherine Parr.
Cha bà là Francis, Công tước xứ Teck, một người gốc Đức. Thân phụ của Francis, Công tước Alexander xứ Württemberg, có cha là Công tước Louis xứ Württemberg và mẹ là Henriette xứ Nassau-Weilburg. Vì vậy nên Công tước Alexander chính là hậu duệ của vua Friedrich Wilhelm I nước Phổ thông qua họ cha và hậu duệ vua George II nước Anh thông qua họ mẹ.
Mẹ bà, Vương tôn nữ Mary Adelaide xứ Cambridge, là cháu nội của Quốc vương George III nước Anh, con gái của Vương tử Adolphus, Công tước xứ Cambridge (con trai thứ 10 của Quốc vương George III) và Auguste xứ Hessen-Kassel. Bản thân Auguste là cháu gái (qua họ cha) của Quốc vương George II. Về phần Vương tử Adolphus, theo vai vế, ông là em của Vương tử Edward, Công tước xứ Kent và Strathearn, thân sinh của Victoria của Anh. Do vậy Mary là cháu họ, con của em gái con ông chú của Victoria (Mary Adelaide là em họ của Victoria của Anh).
Công nữ Victoria Mary được rửa tội ở Nhà nguyện Vương thất của Cung điện Kensington vào ngày 27 tháng 7 năm 1867 bởi Charles Thomas Longley, Tổng giám mục Canterbury. Ba vị cha mẹ đỡ đầu của Mary, bao gồm Victoria của Anh, Thân vương xứ Wales và bà ngoại là Augusta, Công tước phu nhân xứ Cambridge. Khoảng 1 tháng sau khi sinh, Công nữ Mary được gia đình và bạn bè gọi bằng biệt danh [May] , hoặc cái tên trang trọng chính thức là [Victoria Mary].

### Thời thơ ấu

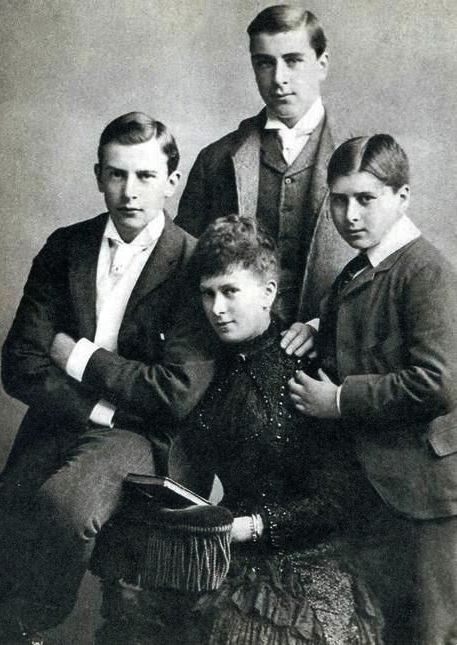
Mary xứ Teck cùng 3 người em trai.

Trong quá trình trưởng thành, bà được nhận xét là vui vẻ nhưng cũng không kém phần tinh xảo và nghiêm nghị. Trong bốn người con của Công tước Francis, Mary là con đầu lòng và cũng là con gái duy nhất, do đó bà được học tập cùng trải nghiệm những quy tắc đầy bài bản, để thể hiện rõ sự thận trọng, thông minh và khéo léo ngay khi còn nhỏ. Lúc đó, các em trai của bà đều hiếu động, nên Mary càng thể hiện những phẩm chất của một người con cả. Cả bốn người đều chơi thân với các con của Thân vương xứ Wales, do hai bên đều xấp xỉ tuổi nhau.
Mary lớn lên ở Điện Kensington và White Lodge thuộc Công viên Richmond, và được giáo dục bởi mẹ bà cùng nữ gia sư. Nữ Công tước xứ Teck dành rất nhiều thời gian cho cô con gái, chủ yếu hướng đến việc làm từ thiện khi thường xuyên dẫn Mary cùng các em trai đến thăm các trại viện cho người nghèo.
Và dù Mary là cháu của Quốc vương George III, nhưng gia đình Teck chỉ là một nhánh nhỏ so với vương thất Anh. Công tước xứ Teck không có tài sản, chỉ nhận được kính xưng thấp là Serene Highness vì cha mẹ ông kết hôn với một cuộc hôn nhân không đăng đối, do bà Claudine Rhédey von Kis-Rhéde không có liên hệ với dòng dõi thừa kế theo luật của người Đức, và vì thế Francis không được liệt vào hàng thừa kế của Vương quốc Württemberg. Nữ Công tước xứ Teck dù nhận một khoảng 5,000 bảng Anh mỗi năm từ Nghị viện, cùng khoảng 4.000 bảng Anh từ mẹ mình, Nữ Công tước xứ Cambridge, nhưng bà lại dùng hầu hết số tiền cho việc từ thiện. Vì vậy, Công tước xứ Teck thường xuyên rơi vào cảnh nợ nần, và ông phải chuyển gia đình mình đi từ năm 1883 với một lượng nhỏ nhân viên phục vụ, chính là để giảm chi phí. Gia đình xứ Teck du lịch xuyên Châu Âu, thăm thú nhiều nơi bao gồm có Florence ở Ý, và đó là khi Mary có thể thăm thú nhiều nhà bảo tàng hoặc nhà hát đẹp đẽ của xứ sở này. Năm 1885, gia đình xứ Teck trở lại London, Một thời gian trú tại Chester Square.
Về vấn đề học vấn, bà lưu loát tiếng Anh, tiếng Pháp cùng tiếng Đức. Trong gia đình, bà rất thân thiết với mẹ, và thường đảm nhận vai trò thư ký khi trong nhà có một buổi họp mặt nào quan trọng. Bà cũng rất thân với người bác của mình, Augusta xứ Cambridge, Bà Đại Công tước xứ Mecklenburg, và hầu như viết thư cho dì mình mỗi tuần một lần. Về sau khi Thế chiến thứ nhất nổ ra, Margaret xứ Connaught, Vương Thái tử phi của Thụy Điển, đã giúp Mary chuyển thư cho bác của mình ở vùng đất nguy hiểm Đức, cho đến khi Augusta qua đời năm 1916.

## Kết hôn với George

### Đính hôn

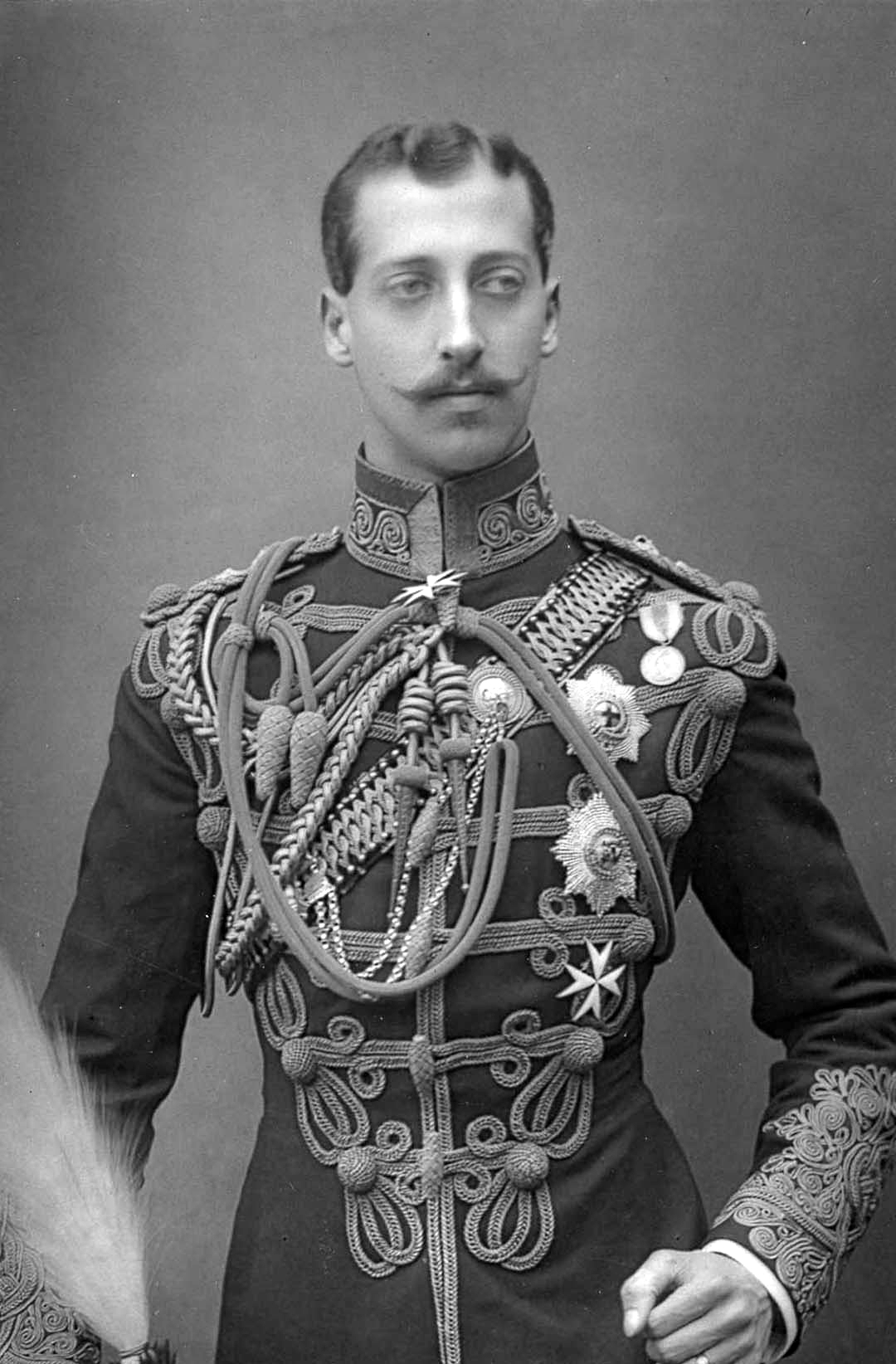
Vương tôn Albert Victor, khoảng năm 1891.

Năm 1886, Mary thực hiện một [Debutante], là một loại lễ xã giao của một cô gái thuộc tầng lớp thượng lưu Anh trong một buổi tiệc nào đó. Đây là một kiểu khẳng định rằng cô gái ấy đã sẵng sàng để kết hôn. Khi ấy, Mary là một công nương thuộc vương thất còn trẻ, chưa kết hôn và quan trọng hơn là bà không phải là hậu duệ của Victoria của Anh đang trị vì, do đó được xem là một đối tượng kết hôn đáng giá. Người hợp với bà nhất khi ấy, là Vương tôn Albert Victor, Công tước xứ Clarence và Avondale, con trai cả của Thân vương xứ Wales.

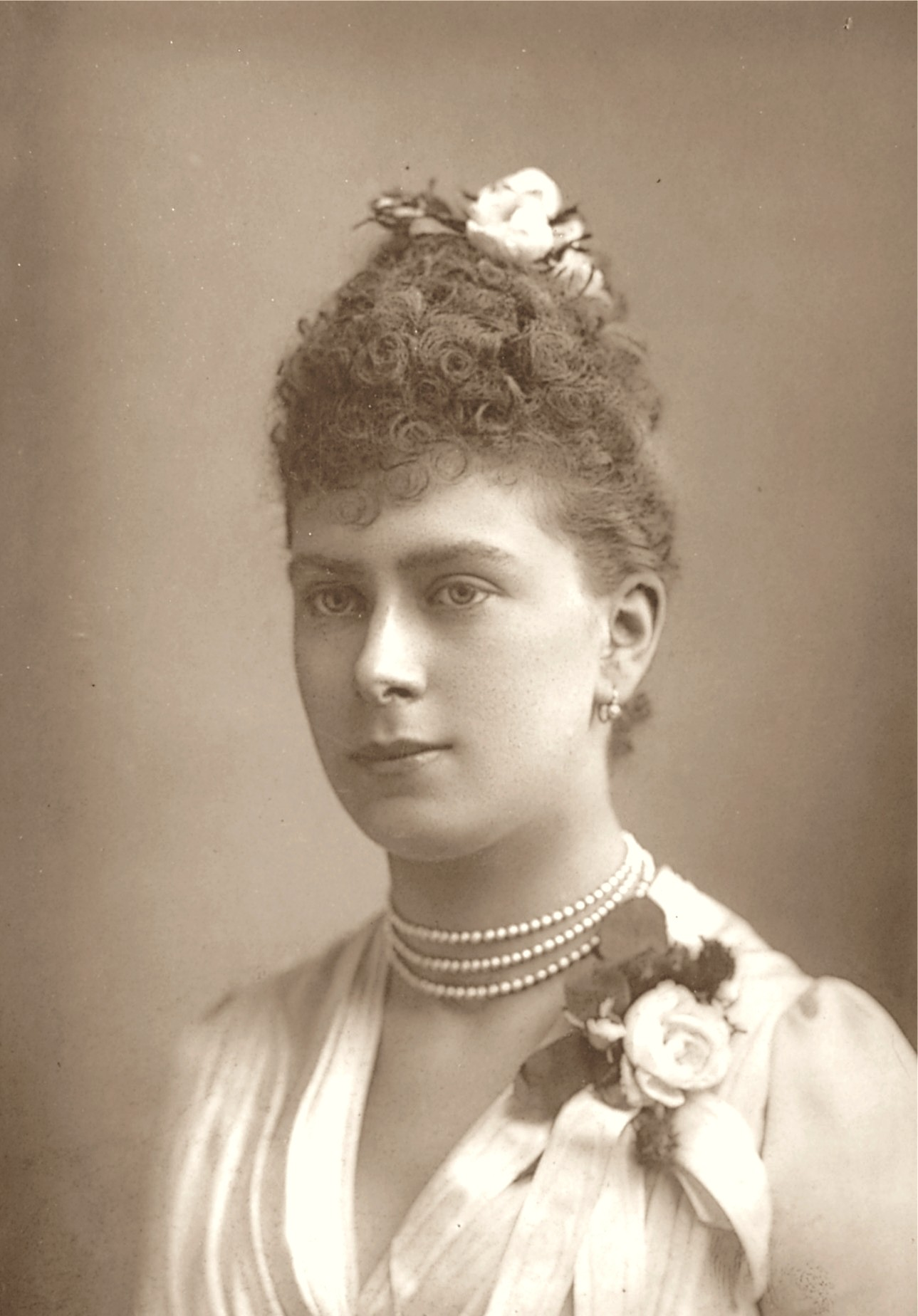
Công nữ Mary xứ Teck, chụp khoảng năm 1889.

Vào tháng 12 năm 1891, Mary đã đính hôn với Vương tôn Albert Victor. Bà được chọn làm dâu với vị thế định sẵn ngôi vị Vương hậu trong tương lai, rất được Victoria của Anh ủng hộ vì bà được Victoria yêu thích từ nhỏ, hơn nữa Mary nổi tiếng vì sự cứng rắn cùng tinh thần trách nhiệm cao, hoàn toàn phù hợp với đời sống của vương thất. Tuy nhiên, Albert Victor chết sáu tuần sau đó.. Em trai của Vương tôn Albert Victor, Vương tôn George, Công tước xứ York đã thay thế anh trai trở thành người đứng thứ hai trong danh sách kế vị ngai vàng nước Anh.
Lúc này, Mary đang để tang cho chồng mình, còn Victoria vẫn giữ nguyên ý định chọn Mary vào vương thất. Vào thời điểm ấy, Thân vương tử George chưa thích nghi được vị trí thừa kế trong tương lai, lại càng bối rối khi phải quyết định cưới Mary, vẫn đang để tang cho anh trai mình. Trước đó, George đã cầu hôn Marie của Romania nhưng bị từ chối, nên đối với việc cầu hôn Mary khiến ông mất tự tin. George bèn dẫn Mary đi gặp Olga Constantinovna của Nga, vợ của cậu ruột của ông là George I của Hy Lạp. Dưới sự tác động của Olga, George phán đoán được suy nghĩ của Mary và dần tự tin hơn.
Vào ngày 3 tháng 5 năm 1893, Mary thu xếp có một buổi hẹn uống trà với em gái của George là Louis, Nữ Công tước xứ Fife cùng chồng của Louis là Alexander Duff, Công tước thứ nhất xứ Fife. Điều bất ngờ là khi Mary đến, George cũng có mặt ở đấy. Giây phút khi cả hai lúng túng, bị phá vỡ bởi câu nói của Louise: "Anh George này, sao anh không đưa Mary đi tham quan khu vườn nhỉ? Chỗ ao trong vườn có mấy con ếch đó". Và ngay bên cạnh chiếc ao đó, George đã cầu hôn và Mary đã chấp nhận lời đề nghị. Sang ngày hôm sau, cuộc đính hôn chính thức được công bố.

## Công tước phu nhân xứ York (1893–1901)

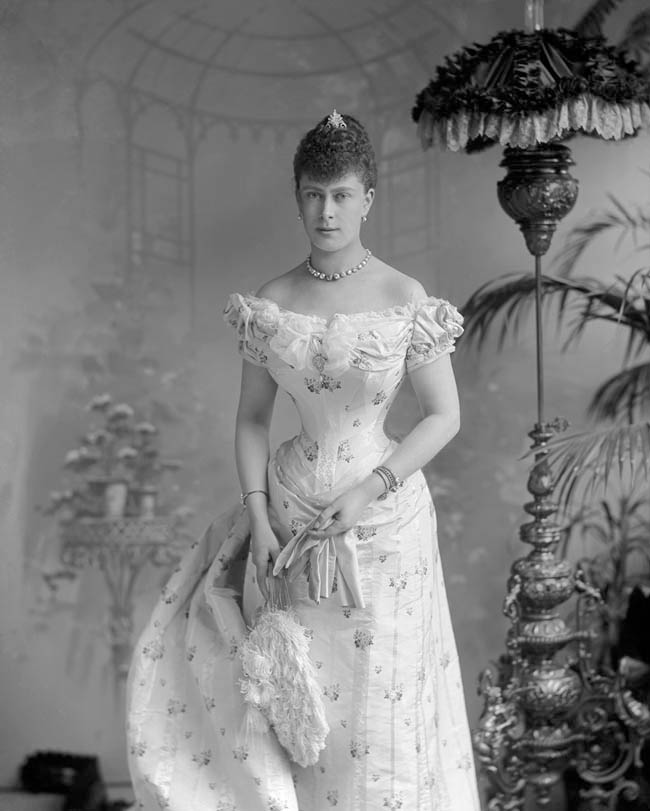
Công nữ Victoria Mary không lâu trước khi kết hôn với Công tước xứ York vào năm 1893.

Ngày 6 tháng 7 năm 1893, Công nữ Mary kết hôn với Vương tôn George, Công tước xứ York tại Nhà thờ Vương thất, Cung điện Thánh James.
Từ năm 1891, mẹ của Mary, Bà Công tước xứ Teck, đã đề nghị bộ váy cưới của con gái mình nên làm hoàn toàn ở nước Anh. Từ sau cái chết của Vương tế Albert, chồng của Nữ vương Victoria thì hậu duệ của bà đều tổ chức hôn lễ ở Nhà thờ Thánh George tại Lâu đài Windsor, và lễ kết hôn này của George là lần đầu tiên lại được tổ chức lại tại Nhà thờ của Cung điện Thánh James. Vào buổi sáng trước hôn lễ, George đã tình cờ thấy Mary từ trên đại sảnh ở Cung điện Buckingham, ông lúng túng cúi đầu chào vị hôn thê của mình, bộ dạng xấu hổ ấy của George khiến Mary mãi không thể nào quên.
Cả vương thất được hộ tống từ Cung điện Buckingham đến Cung điện Thánh James trên chiếc xe ngựa cỡ lớn. Những phù dâu của bà vào ngày hôm ấy bao gồm Vương tôn nữ Maud xứ Wales, Vương tôn nữ Victoria xứ Wales; Vương tôn nữ Victoria Melita, Alexandra, Beatrice xứ Edinburgh; Vương tôn nữ Helena Victoria của Schleswig-Holstein; Vương tôn nữ Margaret xứ Connaught; Vương tôn nữ Patricia xứ Connaught; Thân vương tôn nữ Alice xứ Battenberg và Vương tôn nữ Victoria Eugenie xứ Battenberg.

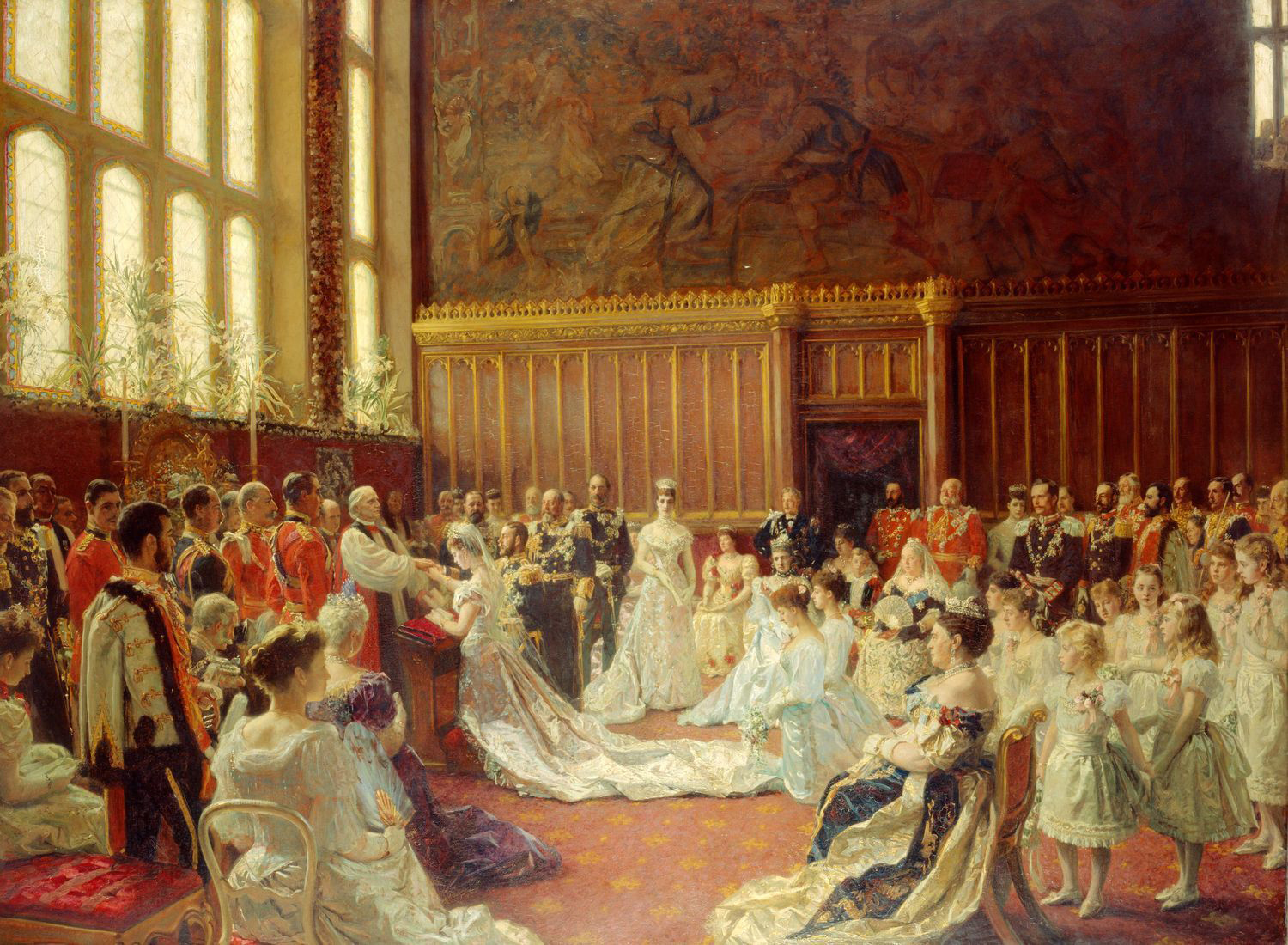
Mary và George vào ngày hôn lễ, có sự chứng kiến của Victoria của Anh.

Hai vợ chồng bà sống ở Biệt thự Sandringham, Norfolk. Đây là một ngôi biệt thự khá bình dị đối với một thành viên vương thất, song đây lại là nơi yêu thích nhất của George, người nổi tiếng thích giản dị và thanh đạm. Hôn nhân giữa Mary và George rất hạnh phúc, cặp đôi nhanh chóng mặn nồng và hiểu nhau. George mỗi khi đi xa đều viết thư cho vợ mình mà không một lần trễ nải. Tuy vậy, George và Mary chủ yếu bày tỏ tình cảm với nhau qua thư từ và rất ngại khi nói chuyện mặt đối mặt. Không giống cha mình, George từ khi kết hôn chỉ chung thủy với Mary mà không có một tình nhân nào bên ngoài. Họ có sáu người con: Edward, Albert, Mary, Henry, George, và John.
Những đứa con của George và Mary được giáo dưỡng bởi các nhũ mẫu, chuyện thông thường đối với các gia đình thượng lưu. Người đầu tiên bị đuổi vì xấc láo, còn người thứ hai vì có hành vi bạo hành với trẻ em. Người nhũ mẫu thứ hai này, luôn muốn những đứa trẻ này sẽ quyến luyến mình hơn bất kỳ ai khác, nên hễ khi Edward và Albert được ẵm đến cha mẹ mình, bà ta đều lén véo hoặc ngắt để đứa bé khóc ré lên, vì thế ngay lập tức bà ta sẽ bế đứa bé đi. Ngay khi sự việc này bị phát hiện, người này bị sa thải ngay lập tức và được thay thế bởi một nhũ mẫu tử tế và tận tâm hơn, Charlotte Bill.

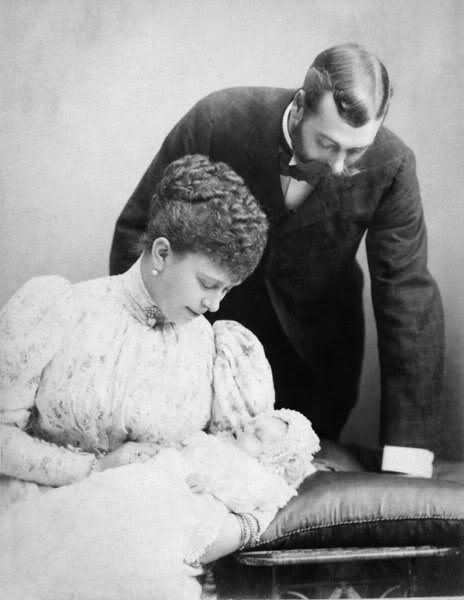
Mary và George cùng đứa con trai lớn nhất, Edward.

Đôi khi, Mary và George bị xem là hình mẫu cha mẹ vô tâm, ban đầu ở việc cả hai không sớm nhận ra những vấn đề của người nhũ mẫu đã bạo hành Edward cùng Albert thuở nhỏ. Còn đứa con nhỏ nhất, John, bị đưa đến một nông trại hẻo lánh thuộc vùng Sandringham, có lẽ là vì để tránh ánh mắt dòm ngó của công chúng đối với Vương tử do chứng động kinh bẩm sinh. Dù có hình tượng trang nghiêm và nghiêm chỉnh, song Mary đối với con cái vẫn là một người mẹ giàu tình cảm. Con trai cả của bà Edward, đã viết về mẹ mình trong quyển hồi ký:"Giọng nói của bà rất nhẹ nhàng, một đầu óc minh mẫn, một căn phòng trang hoàng ấm cúng là những gì còn lại cuối ngày khi ta còn nhỏ... Niềm tự hào nhất đối với mẹ ta, chính là nhìn con của bà ấy có thể làm nên những gì, đó là những gì mà bà quan tâm nhất đối với các con của mình. Khi một đứa em của ta được sinh ra, bà liền để ảnh của chúng vào album, ghi lại quá trình trưởng thành của các em ấy, kể cả ta".
Ngày 22 tháng 1 năm 1901, Nữ vương Victoria băng hà. Cha chồng của Mary, Edward VII, lên ngôi và trở thành vị vua mới của toàn thể nước Anh và các thuộc địa Anh. Với tư cách là con trai trưởng và là hàng thừa kế đầu tiên, George trở thành [Công tước xứ Cornwall và York], do đó Mary cũng kiêm nhiệm thêm tước vị mới là [Công tước phu nhân xứ Cornwall và York]. Cặp đôi thường thực hiện các chuyến công du, đặc biệt là chuyến đi 8 tháng vào năm 1901 khi đi qua Gibraltar, Ai Cập, Malta, Ceylon, Singapore, Úc, New Zealand, Nam Phi, Mauritius và Canada.

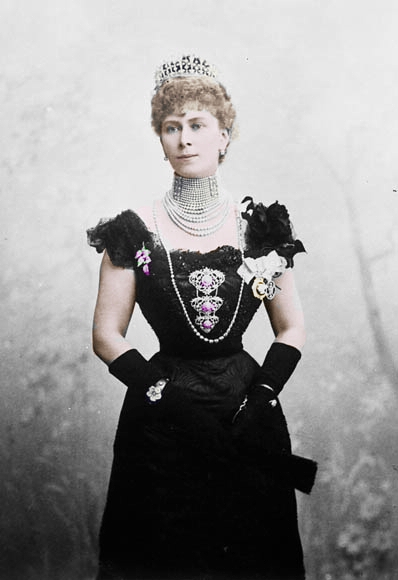
Mary năm 1901, thời điểm còn là Vương phi xứ Wales.

Chưa có thành viên vương thất Anh nào thực hiện một chuyến công du dài như vậy trước đây, và Mary đã rất xúc động khi phải xa các con trong khoảng thời gian này, và các Vương tôn, Vương tôn nữ nhà York được giao cho Quốc vương Edward VII cùng Vương hậu Alexandra trông nom.

## Vương phi xứ Wales
Vào ngày 9 tháng 11 năm 1901, khi cả hai vợ chồng vừa về sau chuyến công du 8 tháng, và đúng ngày sinh nhật của nhà vua, Công tước xứ Cornwall đã được tấn phong Thân vương xứ Wales, tức người sẽ kế vị ngai vàng nước Anh sau này. Tương tự, bà nhận được tước hiệu [Her Royal Highness The Princess of Wales; Vương phi xứ Wales Điện hạ].
Gia đình của Thân vương xứ Wales chuyển từ Cung điện St. James sang Marlborough House. Với tư cách là Vương phi, Mary cùng chồng đến thăm Đế quốc Áo-Hung và Württemberg vào năm 1904. Sang năm sau (1905), Mary sinh đứa con nhỏ nhất, Vương tôn John, đây là một ca sinh khó, dẫn đến John ngay từ khi còn nhỏ đã có dấu hiệu của bệnh hô hấp.
Vào khoảng tháng 10 năm 1905, hai vợ chồng Thân vương xứ Wales lại phải tham dự một chuyến công du 8 tháng nữa, và lần này là đến Ấn Độ. Các con của gia đình xứ Wales lại được giao cho ông bà nội trông nom. Chuyến đi trở về, khi dừng lại ở Hy Lạp thì lại phải chuyển qua Tây Ban Nha, để tham dự hôn lễ của Quốc vương Alfonso XIII và Victoria Eugenie của Battenberg. Một tuần sau khi về Anh, cả hai vợ chồng lại đến Na Uy để tham dự hôn lễ của Haakon VII của Na Uy cùng em gái George là Maud xứ Wales.

## Vương hậu và Hoàng hậu (1910–1936)

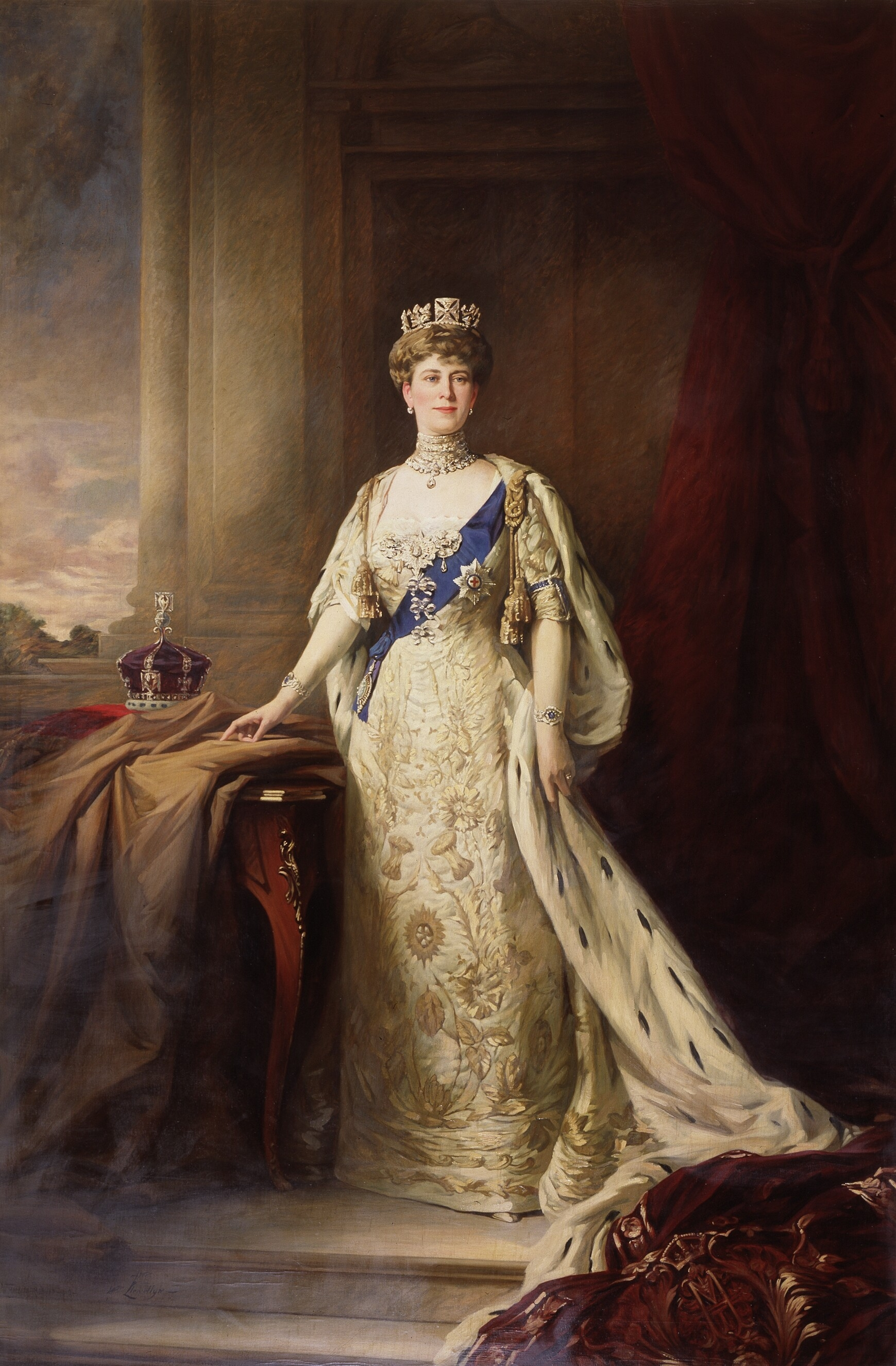
Mary xứ Teck đội Vương miện Kim cương khi trở thành Vương hậu, tranh vẽ bởi William Llewellyn.

Ngày 6 tháng 5 năm 1910, Quốc vương Edward VII tạ thế. Chồng bà kế vị ngai vàng trở thành Quốc vương George V, do vậy Mary trở thành Vương hậu. Vương hậu Mary và Đức vua đã chính thức đăng quang vào ngày 22 tháng 6 năm 1911 tại Tu viện Westminster. Cùng năm, Quốc vương và Vương hậu đã đến Ấn Độ để tham dự buổi lễ tiếp kiến của Phó vương Ấn Độ được tổ chức vào ngày 12 tháng 12, cả hai chính thức trở thành Hoàng đế và Hoàng hậu của Ấn Độ.
Những ngày tháng đầu khi làm Vương hậu của Mary có xung khắc với người mẹ chồng, Thái hậu Alexandra. Mặc dù cả hai luôn thể hiện mối quan hệ hữu hảo, song Alexandra trong tang lễ Quốc vương Edward VII đã thẳng thừng đòi vị trí đi đầu, trong khi theo quy tắc vị trí đó phải là của đương kim Vương hậu. Ngoài ra, Thái hậu Alexandra cũng chậm chạp không chịu nhượng lại các món trang sức cho con dâu, vốn dĩ phải truyền từ đời này sang đời khác cho một Vương hậu.

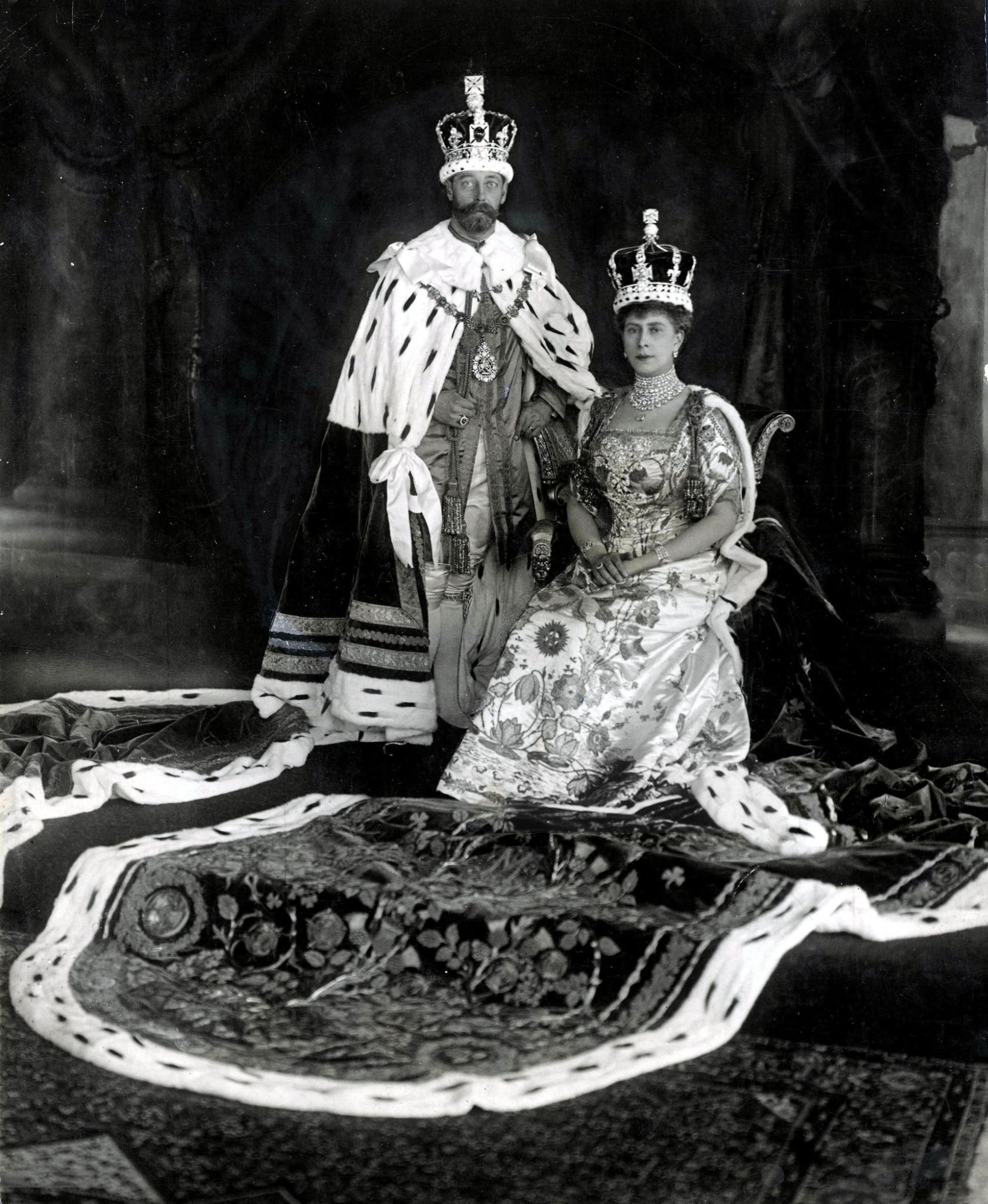
Quốc vương George V và Vương hậu Mary trong lễ đăng quang năm 1911.

Trong chiến Thế Chiến thứ Nhất, Vương hậu Mary lập đường hầm ở cung điện, nơi bà chia khẩu phần ăn, và thăm các quân nhân bị thương hoặc đang chết dần trong bệnh viện. Sau ba năm trong cuộc chiến tranh chống lại Đức, và với tinh thần chống đức đang dâng cao ở Anh, hoàng gia Nga bị phế truất trong một cuộc cách mạng ở Nga, họ bị chính phủ Anh từ chối xin tị nạn, điều này có thể một phần vì vợ của Sa hoàng, Alix của Hessen và Rhein, là một người gốc Đức. Tin tức về việc thoái vị của Sa hoàng Nga là một sự thúc đẩy của một bộ phận người dân Anh, những người muốn thay thế nước Anh từ một thể chế quân chủ thành thể chế cộng hòa. Sau khi những người thuộc phe phái cộng hòa lợi dụng sự kế tục nước Đức của Quốc vương để làm đề tài cho một cuộc tranh luận về việc cải cách. Quốc vương George V đã từ bỏ toàn bộ mọi danh hiệu mà ông có ở Đức và đổi tên của Vương tộc từ "Saxe-Coburg and Gotha" sang "Windsor". Mọi thành viên vương thất Anh khác cũng đều "Anh hóa" tên của họ.
Vào cuối những năm của thập niên 20, bệnh của George V đã trở nên ngày một nặng. Vương hậu Mary đã đặc biệt chú ý và chăm sóc ông. Năm 1928, một trong các bác sĩ của ông, Farquhar Buzzard, đã được hỏi rằng ai đã cứu sống Quốc vương. Ông ta trả lời "Đó là Vương hậu". Năm 1935, Quốc vương George V và Vương hậu Mary tổ chức lễ kỷ niệm 25 năm trị vì của họ, lễ kỷ niệm diễn ra ở khắp Vương quốc Anh. Trong bài phát biểu của mình, George đã công khai tỏ lòng biết ơn vợ ông, ông đã nói với người viết diễn văn rằng: "Để đoạn đó ở cuối. Ta không dám tin rằng bản thân mình có thể nói về Vương hậu khi ta nghĩ về tất cả những gì ta nợ bà ấy".

## Góa phụ và tạ thế

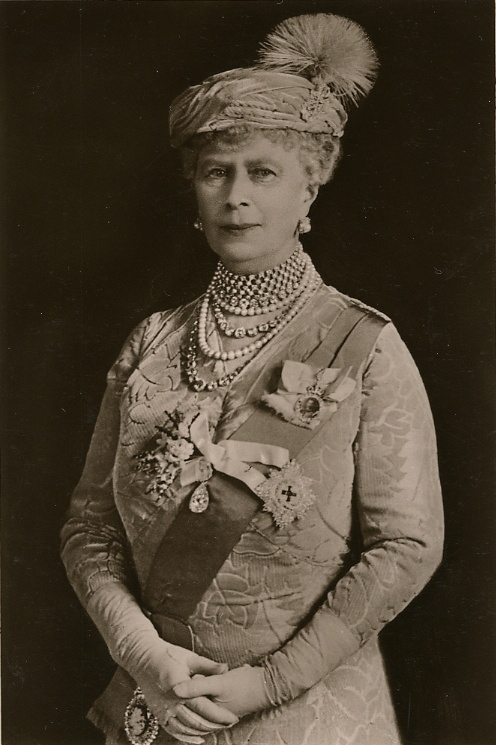
Vương thái hậu Mary.

Năm 1936, Vua George V tạ thế. Con trai cả của Quốc vương và Vương hậu, Edward, Thân vương xứ Wales, đã lên ngôi với niên hiệu [Edward VIII]. Với tư cách là Vương hậu của Tiên vương, mẹ ruột của Tân vương, Mary trở thành [Dowager Queen], dịch sát nghĩa là [Vương hậu góa phụ], có thể hiểu như Vương Thái hậu. Tuy nhiên bà chỉ được gọi đơn giản là [Her Majesty Queen Mary] nhằm phân biệt với con dâu, Elizabeth Bowes-Lyon, lúc bấy giờ là [Her Majesty The Queen].
Cùng năm, Edward VIII của Anh gây ra một cuộc khủng hoảng hiến pháp khi thông báo rằng mình muốn kết hôn với tình nhân đã hai lần ly dị của ông, bà Wallis Simpson. Sau khi nhận được lời khuyên từ Thủ tướng Stanley Baldwin, ông đã thoái vị để kết hôn với Simpson. Mặc dù luôn ủng hộ con trai mình, Thái hậu Mary không thể hiểu được tại sao Edward lại từ bỏ bê nhiệm vụ vương thất của mình chỉ vì lợi ích của những cảm xúc cá nhân. Bà Simpson đã chủ động đến trình diện trước mặt Quốc vương và Thái hậu, tuy nhiên Thái hậu Mary thẳng thừng từ chối cuộc gặp này, và từ đó bà không bao giờ gặp Simpson trong bất kì trường hợp nào, kể cả riêng tư. Vương tử Albert, Công tước xứ York, em trai của Edward VIII giờ đây sẽ là người kế vị ngai vàng.
Thái hậu Mary xem đó như là nhiệm vụ của mình khi động viên tinh thần cho người con trai thứ hai của bà, Albert. Ông lấy niên hiệu là [George VI]. Bà đã trở thành vị Thái hậu đầu tiên trong lịch sử Anh tham dự một buổi lễ đăng quang của tân vương khi bà có mặt tại lễ đăng quang của George VI, vì theo phong tục thì những ai đã được làm lễ trao vương miện và nhận sự chúc phúc của Chúa (ở đây là Mary) không phải tham dự lễ đăng quang của ai khác nữa. Về sự thoái vị của Edward, dù không làm suy giảm tình yêu của Thái hậu Mary dành cho đứa con của mình, song đến cuối đời bà vẫn luôn dày vò Edward vì hành động này. Bên cạnh đó, Thái hậu Mary cũng rất quan tâm đến việc nuôi dạy các cháu nội của mình là Vương nữ Elizabeth và Vương nữ Margaret, và dẫn các cháu bà đi du ngoạn khắp Thủ đô London, từ các phòng trưng bày nghệ thuật đến các viện bảo tàng.
Trong Chiến tranh thế giới thứ hai, Quốc vương George VI mong muốn mẹ ông rời khỏi London để được an toàn. Dù không thích, bà đã quyết định sống ở dinh thự Badminton, Hạt Gloucestershire, cùng với cháu gái Mary Somerset, Bà Công tước xứ Beaufort, con gái của em trai bà,Adolphus Cambridge, Hầu tước thứ nhất xứ Cambridge. Đồ đạc cá nhân của bà bao gồm bảy mươi kiện hành lý và được vận chuyển từ London đến Gloucestershire. Số lượng người hầu của Thái hậu tổng cộng là năm mươi lăm người, được bố trí chỗ ở gần hết dinh thự, chỉ trừ các phòng riêng của Công tước và Bà Công tước xứ Beaufort. Bà ở đó cho đến sau chiến tranh. Một số người hầu phàn nàn về cách sắp xếp chỗ ở trong dinh thự, họ cho rằng dinh thự quá nhỏ, và Thái hậu Mary đã vô tình làm cháu gái mình bất mãn bằng việc ra lệnh dọn sạch cây Trường Xuân bám trên các bức tường vì bà cho rằng chúng không đẹp đẽ gì mà còn là mối nguy hiểm. Tại Badminton, để hỗ trợ nhân dân trong thời chiến, bà đến thăm các đoàn quân và các nhà máy và chỉ đạo việc thu thập phế liệu. Bà động viên tinh thần cho bất kỳ người lính nào bà bắt gặp trên đường. Năm 1942, người con trai út của bà, Vương tử George, Công tước xứ Kent, thiệt mạng trong một vụ rơi máy bay. Tháng 6 năm 1945, bà trở về dinh thự Marlborough, sau khi cuộc chiến ở châu Âu kết thúc với sự thất bại của Đức Quốc Xã.
Năm 1952, Quốc vương George VI tạ thế, là người con thứ ba đã ra đi trước Thái hậu Mary. Cô cháu gái cả Elizabeth lên ngôi với niên hiệu [Elizabeth II]. Cái chết của con trai đã ảnh hưởng mạnh đến Thái hậu Mary, bà nói với Vương tôn nữ Marie Louise: "Ta đã mất đi ba người con trai, nhưng ta chưa bao giờ có thể được có mặt ở đó để nói những lời từ biệt cuối cùng với chúng!". Thái hậu Mary tạ thế một năm sau đó vào ngày 24 tháng 3 năm 1953, thọ 85 tuổi, chỉ mười tuần trước lễ đăng quang của cháu gái bà, Elizabeth II. Nối tiếp bà, người con dâu là Thái hậu Elizabeth, trở thành vị Thái hậu thứ hai trong lịch sử nước Anh tham dự lễ đăng quang của một tân vương.

## Hình ảnh

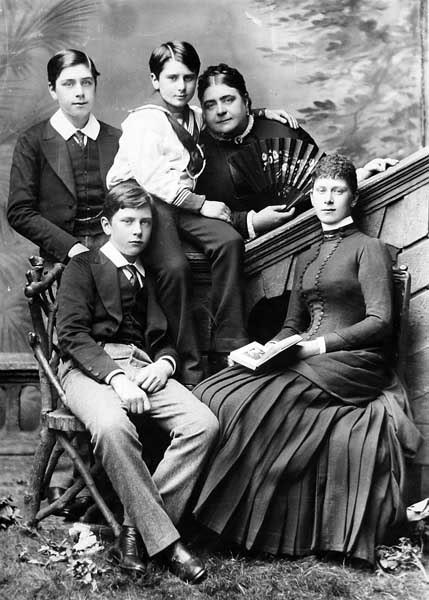
Công tước phu nhân xứ Teck và các con.
Mary xứ Teck, khoảng năm 1890.Mary xứ Teck, khoảng năm 1890.
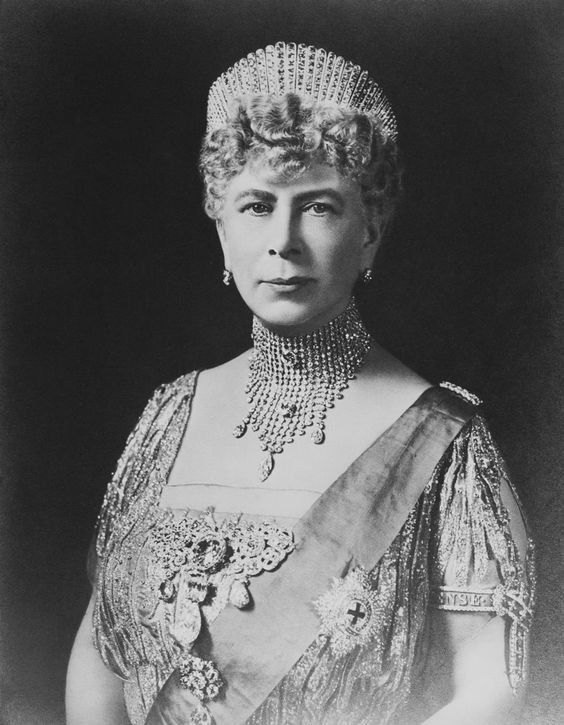
Vương hậu Mary của Liên hiệp Anh, khoảng những năm 1930.
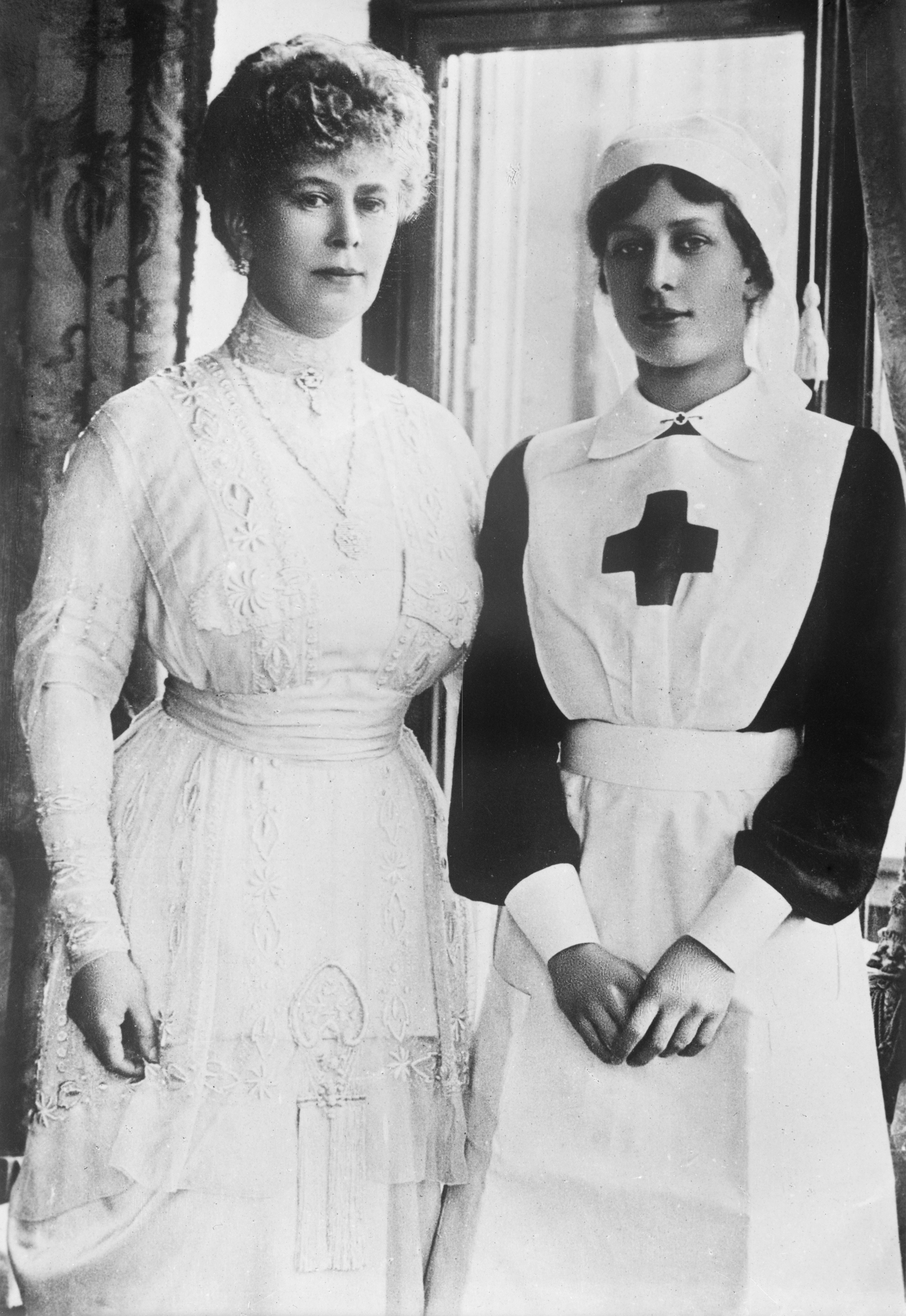
Vương hậu Mary cùng con gái Mary, Vương nữ Vương thất, trong giai đoạn Thế chiến thứ nhất.
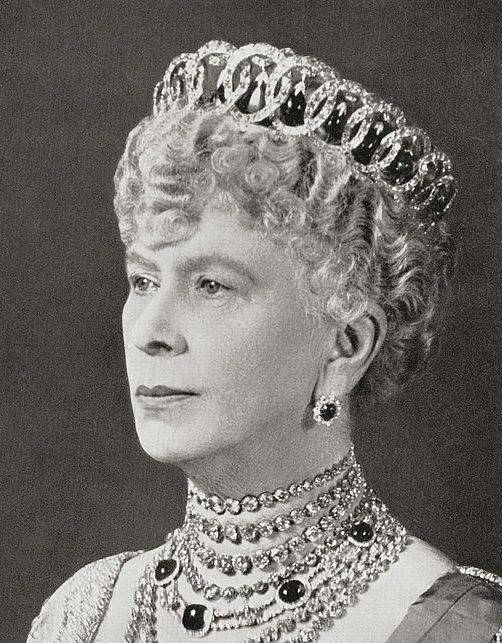
Vương hậu Mary vào năm 1934.
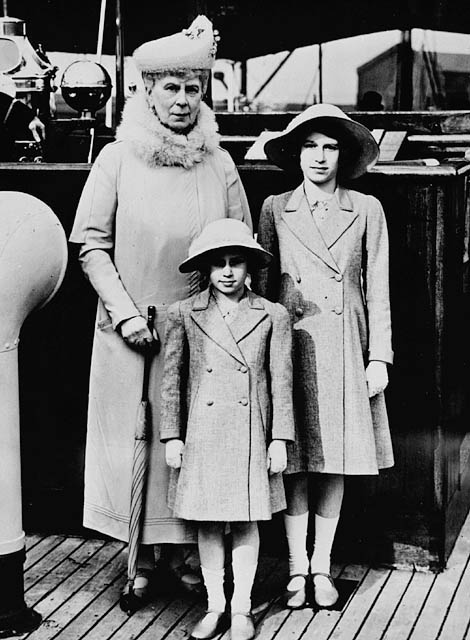
Thái hậu Mary với các cháu gái của bà, Vương nữ Margaret (trước) và Vương nữ Elizabeth.
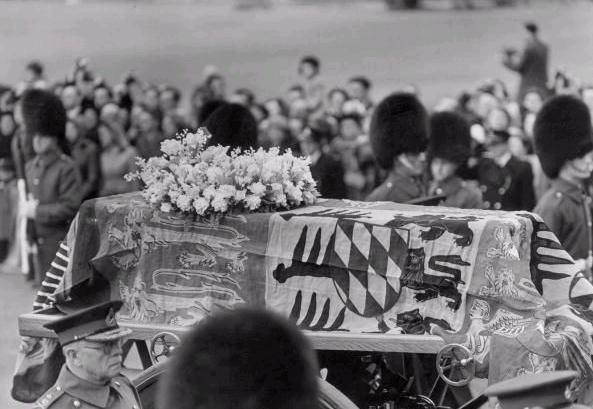
Tang lễ Thái hậu Mary.

## Tước hiệu

Vương hiệu của Mary xứ Teck

- 26 tháng 5, năm 1867 – 6 tháng 7, năm 1893: Her Serene Highness Công nữ Victoria Mary xứ Teck
- 6 tháng 7, năm 1893 – 22 tháng 11, năm 1901: Công tước phu nhân xứ York Điện hạ
- 22 tháng 11, năm 1901 – 9 tháng 11, năm 1901: Công tước phu nhân xứ Cornwall và York Điện hạ
- 9 tháng 11, năm 1901 – 6 tháng 5, năm 1910: Vương phi xứ Wales Điện hạ
- 6 tháng 5, năm 1910 – 20 tháng 1, năm 1936: Vương hậu Bệ hạ
  - Ở Ấn Độ: Hoàng hậu Bệ hạ
- 20 tháng 1, năm 1936 – 24 tháng 3, năm 1953: Thái hậu Mary Bệ hạ
  - Ở Ấn Độ 20 tháng 1, năm 1936 – 14 tháng 8, năm 1947: Hoàng thái hậu Bệ hạ

## Hậu duệ
| Tên                            | Sinh       | Qua đời   | Phối ngẫu                              | Hậu duệ                                                                                |
| ------------------------------ | ---------- | --------- | -------------------------------------- | -------------------------------------------------------------------------------------- |
| Edward VIII                    | 23/6/1894  | 28/5/1972 | Wallis Simpson                         | Không có                                                                               |
| George VI                      | 14/12/1895 | 6/2/1952  | Elizabeth Bowes-Lyon.                  | Elizabeth II Margaret, Bá tước phu nhân xứ Snowdon                                     |
| Mary, Vương nữ Vương thất      | 25/4/1897  | 28/3/1965 | Henry, Bá tước thứ 6 xứ Harewood       | George Lascelles Gerald Lascelles                                                      |
| Henry, Công tước xứ Gloucester | 31/3/1900  | 10/6/1974 | Alice Christabel Montagu Douglas Scott | Vương tôn William xứ Gloucester Richard, Công tước xứ Gloucester                       |
| George, Công tước xứ Kent      | 20/12/1902 | 25/8/1942 | Marina của Hy Lạp và Đan Mạch          | Edward, Công tước xứ Kent Alexandra, Phu nhân Danh dự Ogilvy Vương tôn Michael xứ Kent |
| John của Liên hiệp Anh         | 12/7/1905  | 18/1/1919 | Không kết hôn                          | Không có                                                                               |